# Blindia robusta
Blindia robusta là một loài rêu trong họ Seligeriaceae. Loài này được Hampe mô tả khoa học đầu tiên năm 1860.